# Pilistvere

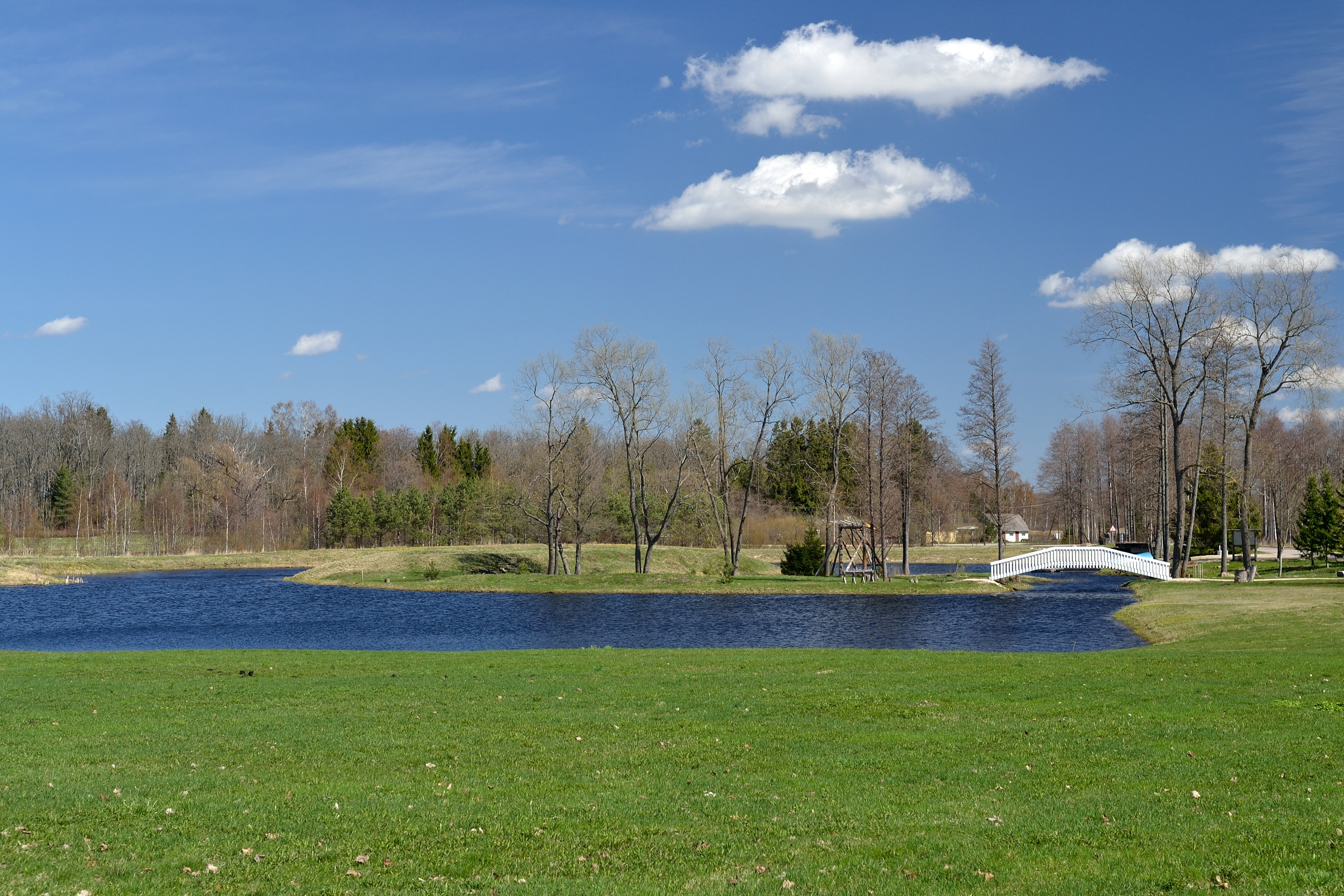
Lac près de Pilistvere

Pilistvere (autrefois: Pillistfer) est un village estonien de la commune de Kõo (autrefois: Wolmarshof) dans la région de Viljandi. Sa population était de 159 habitants en l'an 2000.

## Histoire
Le village était une paroisse du XIIIe au début du XXe siècle. Elle a été mentionnée en 1454. Le pastorat (domaine dépendant d'une paroisse) de Pillistfer en dépendait ainsi que différents villages alentour, dont Wolmarshof. L'église de Saint-André date des environs de 1310. Elle a été reconstruite en 1641, au XIXe siècle et au XXe siècle.
La deuxième conférence biblique s'est tenue ici en 1687, ce qui marque le début de la naissance de la culture estonienne par écrit, l'allemand étant alors la langue liturgique de la contrée.

## Domaines
De la paroisse de Pillistfer dépendait le pastorat du même nom et les domaines suivants avec leurs hameaux ou villages: 
- les domaines d'Arrosaar (aujourd'hui: Arussaare),
- d'Eigstfer (aujourd'hui: Eistvere) dont le dernier propriétaire était Leon von zur Mühlen,
- d'Hermannshof (aujourd'hui: Hermani), propriété de la famille von Stackelberg,
- d'Immafer (aujourd'hui: Imavere) dont la famille von Pistolhkors était propriétaire avant 1919,
- de Jallametz (aujourd'hui: Jalametsa), de Kabbal (aujourd'hui: Kabala),
- de Wolmarshof (aujourd'hui: Kõo),
- de Laimetz (aujourd'hui: Laimetsa) propriété de la famille von Grünewaldt avant 1919,
- de Loper (aujourd'hui: Loopre) propriété du docteur Johannes Bolz avant 1919, d'Ollepäh (aujourd'hui: Ollepa),
- de Werrefer (aujourd'hui: Võrevere).

## Personnalités
- Andres Larka (1894-1942), homme politique estonien
- August Rei (1886-1963), homme politique estonien
- Jüri Vilms (1889-1918), homme politique estonien, est enterré au cimetière du village